# Walton County (Georgia)
Walton County is een county in de Amerikaanse staat Georgia.
De county heeft een landoppervlakte van 853 km² en telt 60.687 inwoners (volkstelling 2000). De hoofdplaats is Monroe.

## Bevolkingsontwikkeling

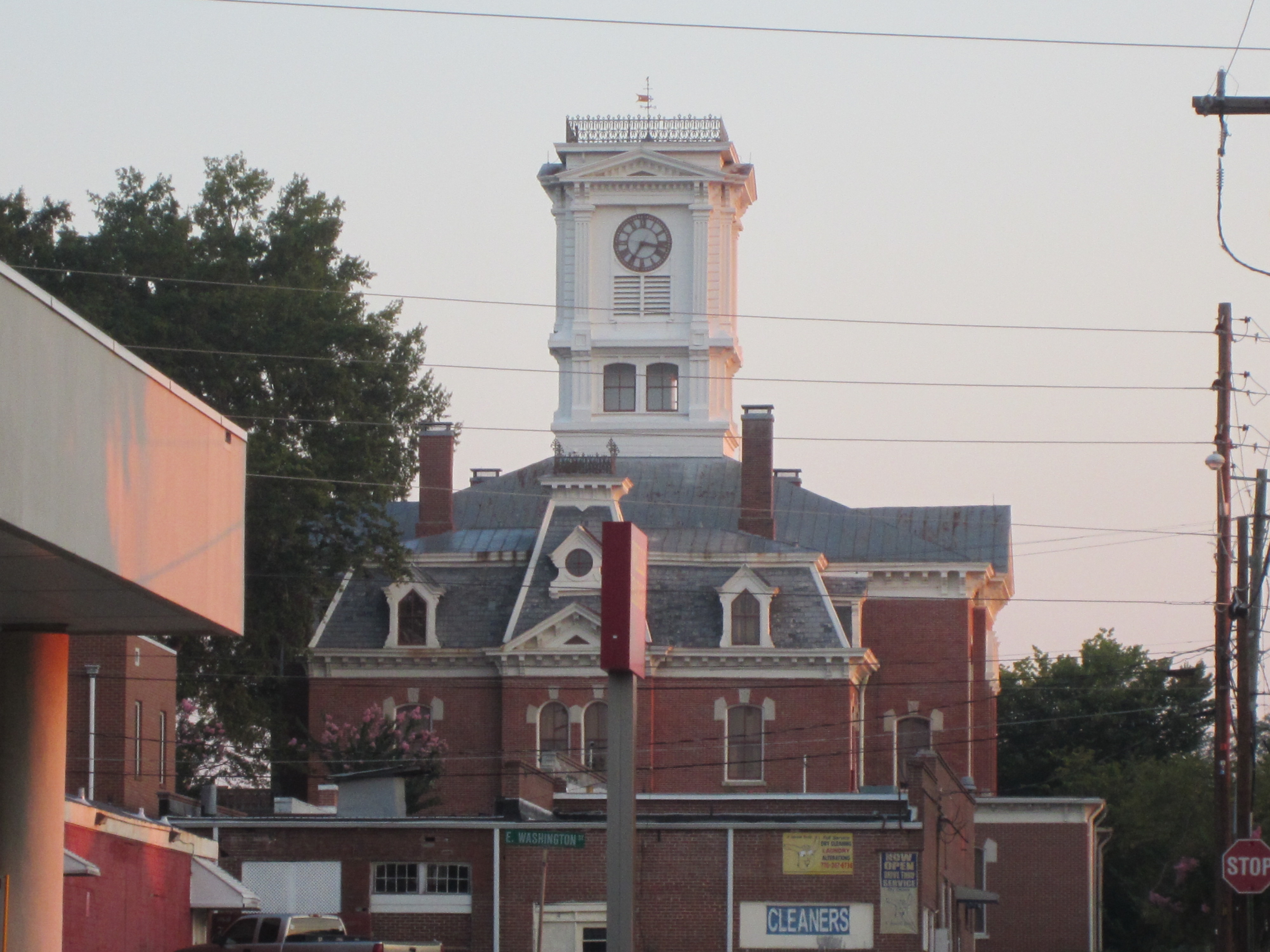
Walton County Courthouse